# Văleni, Vaslui
Văleni este satul de reședință al comunei cu același nume din județul Vaslui, Moldova, România. Se află în partea central-nordică a județului, în Podișul Central Moldovenesc. La recensământul din 2002 avea o populație de 2249 locuitori. Localitatea este atestată documentar pentru prima dată în 1608.